# Zima (singel)
Zima – drugi singel polskiej piosenkarki Pauliny Przybysz z jej czwartego albumu studyjnego, zatytułowanego Odwilż. Singel został wydany 24 stycznia 2020.

## Geneza utworu i historia wydania
Utwór napisali i skomponowali Paulina Przybysz, Paweł Stachowiak oraz Jacek Antosik, którzy również odpowiadali za produkcję piosenki.
Singel ukazał się w formacie digital download 24 stycznia 2020 w Polsce za pośrednictwem wytwórni płytowej Kayax. Piosenka została umieszczona na czwartym albumie studyjnym Przybysz – Odwilż.
Singel znalazł się w grupie trzydziestu polskich propozycji, spośród których polski oddział stowarzyszenia OGAE wyłaniał reprezentanta kraju na potrzeby plebiscytu OGAE Song Contest 2020. Zdobywając 15 punktów, kompozycja zajęła 30. miejsce w polskich selekcjach.

## Teledysk
Do utworu powstał teledysk w reżyserii Mateusza Witkowskiego, który udostępniono w dniu premiery singla za pośrednictwem serwisu YouTube.

## Lista utworów
- Digital download[2]

1. „Zima” – 3:32